# Tiracola
Genre
Tiracola est un genre de lépidoptères (papillons) de la famille des Noctuidae.

## Liste d'espèces
Selon Catalogue of Life (5 oct. 2013) :
- Tiracola circularis
- Tiracola grandirena
- Tiracola lilacea
- Tiracola magusina
- Tiracola minima
- Tiracola nonconformens
- Tiracola plagiata
- Tiracola rufimargo
- Tiracola tabwemasana
- Tiracola versicolor

Selon NCBI (5 oct. 2013) :
- Tiracola aureata
- Tiracola grandirena